# Налимов, Василий Петрович
Василий Петрович Налимов (7 [19] марта 1879 — 28 декабря 1939) — коми этнограф, географ и писатель. Коми-зырянин по национальности, выходец из крестьян, получивший высшее образование, он стал одним из лучших знатоков языка, фольклора, традиционной культуры народа коми и стоял у истоков формирования коми интеллигенции.

## Биография
Родился в д. Седьяков с. Выльгорт Усть-Сысольского уезда Вологодской губернии в семье коми крестьянина. Судя по метрической записи, родился он 7 марта 1879 года по старому стилю. Матери было в это время 45 лет. У Василия Петровича было несколько братьев, и все они были старше его. Самый старший брат Федор был старше Василия на 16 лет, младший Алексей — на 3 года старше. Были ещё братья Илья, Андрей, Николай.
Начальное образование получил в Выльгортской земской школе, затем учился в городском училище Усть-Сысольска. Заметив способности мальчика, земство отправило его в Москву для получения высшего образования, где он учился с 1894 до 1897 год, затем вернулся на родину с дипломом фельдшера. Здесь он работал около пяти лет по профессии. В это время он ездил по всему коми краю. Возможно, именно это послужило началом собирания материалов о культуре и быте простого населения, в это время у него появилась идея получения второго высшего образования. В 1903 году он переезжает в Москву. В это время он увлеченно занимается этнографией, появляются первые публикации в ведущем научном журнале того времени — «Этнографическое обозрение». Глубокие познания молодого ученого, не имеющего специального образования привлекли внимание членов Императорского общества любителей естествознания, антропологии и этнографии. По их настоянию Василий Петрович решил продолжить образование в университете. В 1906 он поступил на естественное отделение физико-математического факультета Московского университета, где учился до 1912 года по специальности «антропология и география». В студенческие годы Василий Петрович изучал этнографию и антропологию народов Севера России по руководством Д. Н. Анучина.
После окончания университета Василий Петрович работает в отделе статистики Пензенской губернии и реальном училище Нижнего Новгорода.
С 1917 года в звании магистра и должности приват-доцента преподавал в Казанском университете. С 1922 по 1938 годы был профессором Московского университета. Исследовал верования и обычаи финно-угорских народов, в экспедициях собирал коми песни, сказки, предания, легенды. Активно сотрудничал с журналом «Коми му», где опубликовал ряд работ этнографического характера. Кроме этого проводил полевые исследования в Большеземельной тундре, Казахстане, у саами под Мурманском, на Ижме и Печоре, среди удмуртов Вотской автономной области и Закамья.

## Конец жизни и смерть
Уже со второй половины 1920-х годов в жизни В. П. Налимова начинают звучать тревожные нотки. Сначала возникают трудности с публикациями. В 1929 году не дали напечатать книгу «К познанию удмуртов». В 1933 году В. П. Налимов был арестован по «делу Союза освобождения финских народностей». Ему, как и другим представителям финно-угорской интеллигенции, было предъявлено обвинение в организации общества, целью которого было отторжение от СССР части северных земель и присоединение их к Финляндии. В 1933—1935 годах Василий Петрович отбывает ссылку под Норильском и упорно добивается признания своей невиновности. Ему удалось оправдаться, его освободили и восстановили в должности.
В 1938 году был обвинён в шпионаже в пользу Финляндии и подрывной деятельности. Во время допросов учёный отстаивал свою невиновность, не соглашался с выдвинутыми против него обвинениями. Одним из главных аргументов в пользу причастности Налимова к сепаратистам стала совместная экспедиция финского профессора Уно Таави Сирелиуса и В. П. Налимова в 1907 году.
В конце 1939 года профессор В. П. Налимов умер в Сыктывкарской тюрьме; согласно медицинскому заключению, у него было обнаружено 12 болезней. В 1955 году он был реабилитирован по настоянию его сына Василия Васильевича Налимова, который сам в это время только вернулся из ссылки.

## Научное наследие
В своих работах В. П. Налимов выступил одним из первых исследователей коми этнологии, попытавшимся применить при изучении традиционной духовной культуры специально разработанную программу. Областью его научных интересов была реконструкция традиционного мировоззрения коми (зырян). Научные труды В. П. Налимова получили признание коллег — этнографов и фольклористов в России и за рубежом. Его студенческие полевые этнографические и фольклорные записи длительное время оставались одним из основных источников по изучению обрядов и верований коми для зарубежных исследователей.

### Основные труды
- Некоторые черты языческого миросозерцания зырян // Этнографическое обозрение. — 1903. Кн. LVII. — № 2. — С. 76—86.
- Зырянская легенда о паме Шипиче // Этнографическое обозрение. — 1903. Кн. LVII. — № 2. — С. 120—124.
- Рецензия на «Этнологический очерк зырян» К. Ф. Жакова // Этнографическое обозрение. — 1903. Кн. LVII. — № 3. — С. 177—179
- Загробный мир по верованиям зырян // Этнографическое обозрение. — 1907. Кн. LXXII-LXXIII. — № 1-2. — С. 1—23.
- К вопросу о взаимном избегании полов // Землеведение. Периодическое издание Географического отделения Императорского общества любителей естествознания, антропологии и этнографии. — М., 1910. — Т. XVII. Кн. 1. — С. 155—156.
- Сущность и значение этнографии // Вестник Нижегородского университета. — 1918. — № 8. — С. 6—10.
- К этнологии коми // «Коми му». — 1924. — № 3. — С. 43—50
- К материалам по истории материальной культуры коми // «Коми му». — 1925. № 2 (12). — С. 15—19; № 3 (14). — С. 59—68. № 5 (15). — С. 23—30.
- Роль малых народов на фоне общечеловеческой культуры // Вотяки. Сборник по вопросам этнологии, быта и культуры вотяков / под. ред. В. П. Налимова и К.Герда. — М., 1926. — С. 1—8.
- Священные рощи удмуртов и мари // Охрана природы. — 1928. — № 4. — С. 6—8.
- Одежда, украшения и их возникновение // Арт (Лад). — 1999. — № 3. — С. 136—145.